# Френски Алжир
Френски Алжир (на френски: Alger до 1839, след това Algérie и неофициално Algérie française; на арабски: الجزائر الفرنسية) е основана като държава след блокадите на френската флота от 1827 и продължили от 1830 до 1962.
От 1848 до независимостта целият средиземноморски регион на Алжир е администриран като неразделна част от Франция. Една от най-старите френски отвъдморски територии, Алжир се превръща в дестинация за стотици хиляди европейски имигранти, познати като пие-ноар. Въпреки това, местните мюсюлмани съставят по-голямата част от населението на територията през цялата си история.
Постепенно неудовлетворението между мюсюлманското население и липсата на политически и икономически статут подхранват призивите за политическа автономия и след време, независимост от Франция. Напрежение между двете групи става през 1954, когато започват първите насилствени събития от това, което по-късно става известно като Алжирската война. Войната приключва през 1962, когато Алжир получава пълна независимост след Евианските споразумения през март 1962 г. и референдума през юли същата година.